# Éric Albert
Pour les articles homonymes, voir Albert.
Éric Albert est un dessinateur français, né le 15 août 1960 à Versailles. Illustrateur et dessinateur de bande dessinée depuis 1988, il a également travaillé dans des studios d’animation.

## Biographie
Il commence sa carrière en 1986, après avoir exercé divers petits métiers.
En parallèle à divers petits métiers temporaires (standardiste, manutentionnaire dans une usine, coursier dans une banque), il suit des cours du soir à l’École supérieure des arts appliqués Duperré et à l’École de la ville de Paris de Montparnasse. Puis il entre à l’atelier Baudy à Paris. Il signe son premier contrat professionnel avec les éditions Hachette en 1987 pour un livre d’illustrations Le Royaume-Uni au présent. Il réalise des illustrations pendant une dizaine d’années, puis travaille pendant quelques années dans l’animation. Il reprend son travail d’illustrateur et s’oriente vers la bande dessinée.
Il collabore pour des agences de publicité, avec des productions pour l'agence immobilière Actrim, le catalogue Verts Loisirs, la Chambre de Commerce et d’Industrie du Limousin, la Somival.
Il est également professeur intervenant à l’AtelierBD.com de Strasbourg, et professeur d’anatomie/morphologie au CESAN de Paris.

## Autour de la bande dessinée
Côté bande dessinée, alors que les polars de la sérieAntoine Marcas ont connu le succès, l'adaptation en BD intitulée Marcas, maître franc-maçon connait un accueil mitigé, « le succès mitigé des deux premiers volumes pouvait laisser un arrière goût à l’éditeur et aux lecteurs. (...) ». Pour laver l’affront du demi-échec, le dessin est confié à Eric Albert à partir du troisième album intitulé Le Frère de sang 1/3,. Sur le site BD Encre, son trait est jugé « réaliste et régulier ».
En 2018, il adopte un nouveau style graphique « évoluant entre la ligne claire façon « Tintin » et l’école de Marcinelle de la grande époque du journal Spirou » pour la création de la série Louise Petitbouchon sur un scénario de Jean Depelley aux Éditions du Long Bec, : le premier album Perdreaux aux pruneaux parait en 2018, et le second, intitulé Jazz, goupillon et macchabées en 2019.

## Publications et productions

### Bande dessinée
- Corpus Christi, dessin et couleurs, scénario François Maingoval, Éditions Sandawe

1. Le Secret des Papes, 2013[5].

- Louise Petibouchon, dessin et couleurs, scénario de Jean Depelley, Éditions du Long Bec :

1. Perdreaux aux Pruneaux, 2018[8].
2. Jazz, Goupillon et Macchabées, 2019.
3. Swinging London, 2023[11].

- L’Ordre du Chaos, scénario de Sophie Ricaume et Damien Pérez, couleurs de Christophe Araldi, Delcourt, coll. « Machination » :

1. Nostradamus, 2013[12].

- Marcas, maître franc-maçon, scénario d'Éric Giacometti et Jacques Ravenne, couleurs de Catherine Moreau, Delcourt, coll. « Machination » :

1. Le Frère de sang 1/3, 2015[13],[4].
2. Le Frère de sang 2/3, 2016[14].
3. Le Frère de sang 3/3, 2016[15].

### Livres illustrés
- Les Gaulois et le monde celte, avec Jean Ollivier (texte), Nathan. coll. « La Nouvelle Encyclopédie »
- Trente merveilles du monde, Nathan coll. « Le Monde en poche »
- Alexandre le Grand, Nathan coll. « Le Monde en poche »
- Dans un village gaulois, Nathan coll. « Le Monde en poche »
- Les avions de Clément Ader, Nathan coll. « Collection Le Monde en poche »
- Le débarquement, Nathan, coll. « Collection Le Monde en poche »
- Le Royaume-Uni au présent, Hachette coll. « La vie des pays du Monde »
- Participation au Grand Larousse Junior. Larousse-Gallimard coll. « Découvertes Junior ». La Grèce ancienne. Éditions Jean-Paul Gisserot
- Infortune de mer, Éditions Comédia
- Complètement givrés, Éditions Comédia

### Productions
- Tristan et Iseult. Arès-Films/Cartoon Express/France 3.
- Wunschpunsch. Saban International/TF1/ARD
- Génarino. Carrère Groupe / Solé Production